# Nomi di Istanbul
La città di Istanbul ha avuto nel corso del tempo diversi nomi. Ogni nome è associato a fasi diverse della sua storia, a lingue diverse e a porzioni diverse di essa. I nomi più importanti oltre al nome turco moderno sono Bisanzio, Costantinopoli e Stamboul.

## Nomi in sequenza storica

### Lygos
Secondo Plinio il Vecchio il primo nome di Bisanzio era Lygos. Esso potrebbe essere stato il nome di un insediamento tracio situato sul sito della città successiva, nei pressi della punta della penisola (Sarayburnu).

### Byzantium
Byzantium (in greco antico: Βυζάντιον?, Byzántion, in latino Byzantium, in italiano Bisanzio), fu fondata da coloni greci provenienti da Megara nel 667 a.C. Si ritiene che il nome sia di origine tracia o illirica e quindi antecedente all'insediamento greco. Potrebbe derivare da un nome di persona tracio o illirico, Byzas. L'antica leggenda greca si riferisce a un leggendario re con tale nome come capo dei coloni di Megara e omonimo fondatore della città.
Byzántios, plurale Byzántioi (in greco antico: Βυζάντιος, Βυζάντιοι?, in latino Byzantius) si riferiva agli abitanti di Byzantion, mentre Byzántios (in greco antico: Βυζάντιος?, in latino Byzantius) era un aggettivo utilizzato anche come etnonimo per gli abitanti della città e come nome di famiglia. Nel Medioevo Byzántion fu anche una sineddoche per l'Impero romano d'Oriente (un'ellissi del greco medievale Byzántion krátos). Byzantinós (in greco medievale Βυζαντινός, in latino Byzantinus) denotava un abitante dell'impero. L'italianizzazione del latino Byzantinus produsse "bizantino", con forme del XV e XVI secolo tra cui Bizantino) e Bisantino.
Il nome Byzantius e Byzantinus furono attribuiti dal IX secolo alla monetazione bizantina d'oro, riflessa nel francese besant (d'or ), nell'italiano bisante e nell'inglese besant, byzant o bezant. L'uso italiano, derivato dal francese antico besan (pl. besanz), e relativo alla moneta, risale al XIII secolo.
Successivamente il nome Byzantium divenne comune in Occidente per riferirsi all'Impero romano d'Oriente, la cui capitale era Costantinopoli. Come termine per lo stato romano-orientale nel suo insieme, Byzantium fu introdotto dallo storico Hieronymus Wolf solo nel 1555, un secolo dopo la cessazione dell'impero, i cui abitanti lo chiamavano Impero romano (in greco medievale Βασιλεία τῶν Ῥωμαίων, translitterato Basileia tōn Rhōmaiōn, letteralmente regno dei Romani.

### Augusta Antonina
La città si chiamò Augusta Antonina (in greco Αυγούστα Αντωνινή?) per un breve periodo nel III secolo d.C. L'imperatore romano Settimio Severo (193-211) le conferì il nome in onore del figlio Antonino, il successivo imperatore Caracalla.

### Nuova Roma
Prima che l'11 maggio 330 l'imperatore romano Costantino il Grande facesse della città la nuova capitale d'oriente dell'Impero romano, intraprese un importante progetto edilizio, essenzialmente ricostruendo la città su scala monumentale e basandosi in parte sul modello di Roma. I nomi di questo periodo includevano ἡ Νέα, δευτέρα Ῥώμη "la Nuova, seconda Roma",, Alma Roma Ἄλμα Ῥώμα, Βυζαντιάς Ῥώμη, ἑῴα Ῥώμη, "Roma d'Oriente", Roma Costantinopolitana.
Il Terzo Canone del Primo Concilio di Costantinopoli (381) si riferisce alla città come Nuova Roma.
Il termine "Nuova Roma" si prestò alle controversie Est-Ovest, soprattutto nel contesto del Grande Scisma, quando veniva utilizzato dagli scrittori greci per sottolineare la rivalità con la Roma (originaria). Nuova Roma fa ancora parte del titolo ufficiale del Patriarca di Costantinopoli.

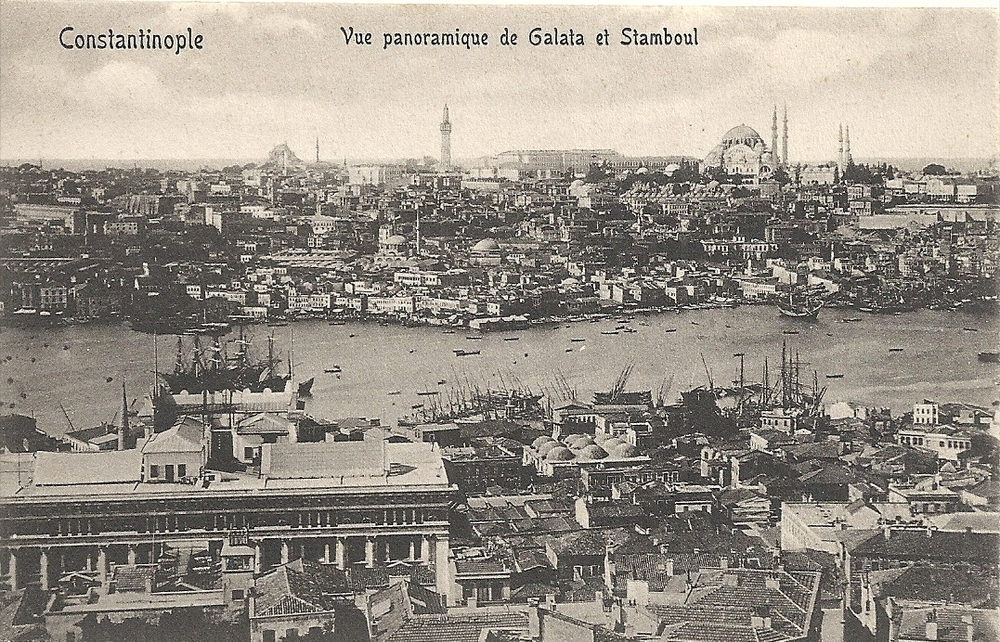
Una cartolina, del 1905 circa, si riferisce alla città come Costantinopoli e al centro città come Stamboul.

### Costantinopoli
Kōnstantinoúpolis (Κωνσταντινούπολις), Constantinopolis in latino e Costantinopoli in italiano, fu il nome con cui la città divenne presto più conosciuta, in onore di Costantino il Grande che la stabilì come sua capitale. È attestato per la prima volta in uso ufficiale sotto l'imperatore Teodosio II (408–450). Rimase il principale nome ufficiale della città per tutto il periodo bizantino e il nome più comune utilizzato in Occidente fino all'inizio del XX secolo.
Questo nome fu utilizzato anche (inclusa la sua variante Kostantiniyye) dall'Impero ottomano per descrivere l'intera area urbana della città fino all'avvento della Repubblica di Turchia; per gli ottomani il nucleo della città murata rimase sempre Istanbul. Secondo lo storico Eldem Edhem, autore della voce enciclopedica su Istanbul per l'Encyclopedia of the Ottoman Empire, "molti" membri a livello pubblico e storici turchi percepiscono spesso l'utilizzo del nome Costantinopoli per la città ottomana come "politicamente scorretto", sebbene sia storicamente accurato.

### Altri nomi bizantini
Oltre a Costantinopoli, i bizantini si riferivano alla città con una vasta gamma di appellativi onorari, come "Regina delle città" (Βασιλὶς τῶν πόλεων), anche come aggettivo, Βασιλεύουσα, la "Città regnante". Nel linguaggio popolare, il modo più comune per riferirsi ad essa finì per essere semplicemente la Città (in greco: hē Polis /iˈpo.lis/, ἡ Πόλις, in greco moderno: i Poli, η Πόλη /i ˈpoli/). Questo uso, ancora corrente oggi nel greco colloquiale e nell'armeno (Պոլիս, pronunciato "Polis" o "Bolis" nel dialetto armeno occidentale prevalente nella città), divenne anche la fonte del successivo nome turco, Istanbul (vedi sotto).

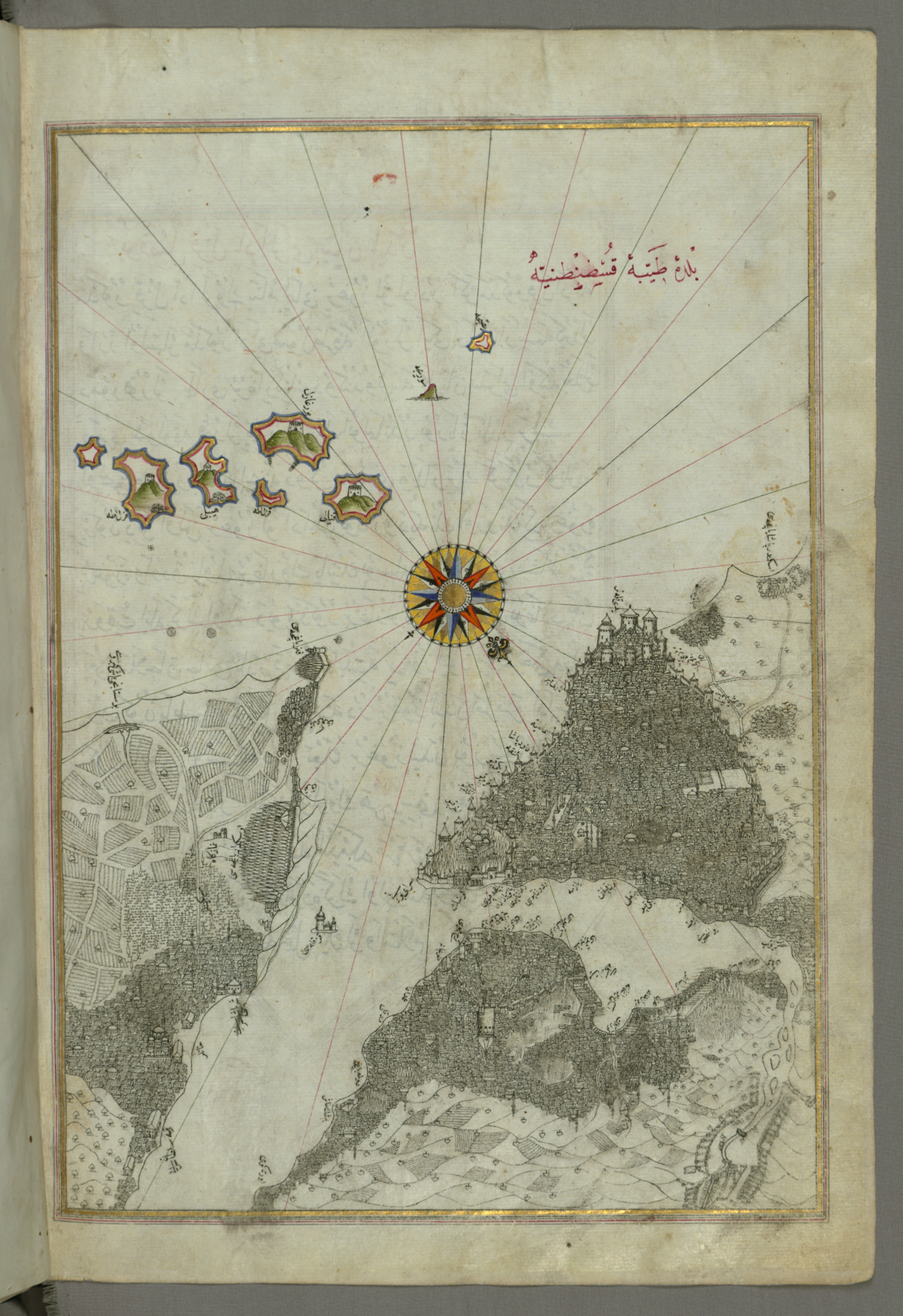
Una mappa della città tratta da una copia del XVII secolo del libro Piri Reis Kitab-ı Bahriye si riferisce alla città come Kostantiniyye (collezione del Walters Art Museum).

### Kostantiniyye
Kostantiniyye (in arabo: قسطنطنية‎, trad. Quṭanṭinīyya, in persiano : قسطنطنیه‎, trad. Qosṭanṭanīye, in turco ottomano: قسطنطينيه‎, trad. Ḳosṭanṭīnīye) è il nome con cui la città venne conosciuta nel mondo islamico. Tale nome è un calco linguistico arabo di Costantinopoli. Dopo la conquista ottomana del 1453, fu utilizzato come nome ufficiale più formale in turco ottomano, e rimase in uso per la maggior parte del tempo fino alla caduta dell'Impero nel 1922. Tuttavia, durante alcuni periodi le autorità ottomane preferirono altri nomi (vedi sotto).

### Istanbul
Il moderno nome turco İstanbul (in turco ottomano استانبول) è attestato (con diverse varianti) fin dal X secolo, dapprima in armeno e arabo (senza l'iniziale İ-) e poi nelle fonti ottomane. Probabilmente deriva dalla frase greca "στὴν Πόλι" [stimˈboli], che significa "in città", diventando per rianalisi come un'unica parola; un caso simile è il centro abitato di Stimboli, a Creta. Si basa quindi sull'uso comune greco di riferirsi a Costantinopoli semplicemente come La Città (vedi sopra).
L'incorporazione di parti di articoli e altre particelle nei toponimi greci era comune anche prima del periodo ottomano: Navarino per il precedente Avarino, Satines per Athines, e così via. Esempi simili di toponimi turchi moderni derivati dal greco secondo tale procedimento sono İzmit, prima İznikmit, dal greco Nicomedia, İznik dal greco Nicea ([iz nikea]), Samsun (s'Amison da "se" e "Amisos"), e İstanköy per l'isola greca Kos (da is tin Ko). La presenza della i- iniziale in questi nomi, compreso quello di Istanbul, è in gran parte un'epentesi secondaria per rompere gruppi di consonanti sillabiche, proibite dalla struttura fonotattica della lingua turca, come si vede nel turco istasyon dal francese station o ızgara dal greco schára.

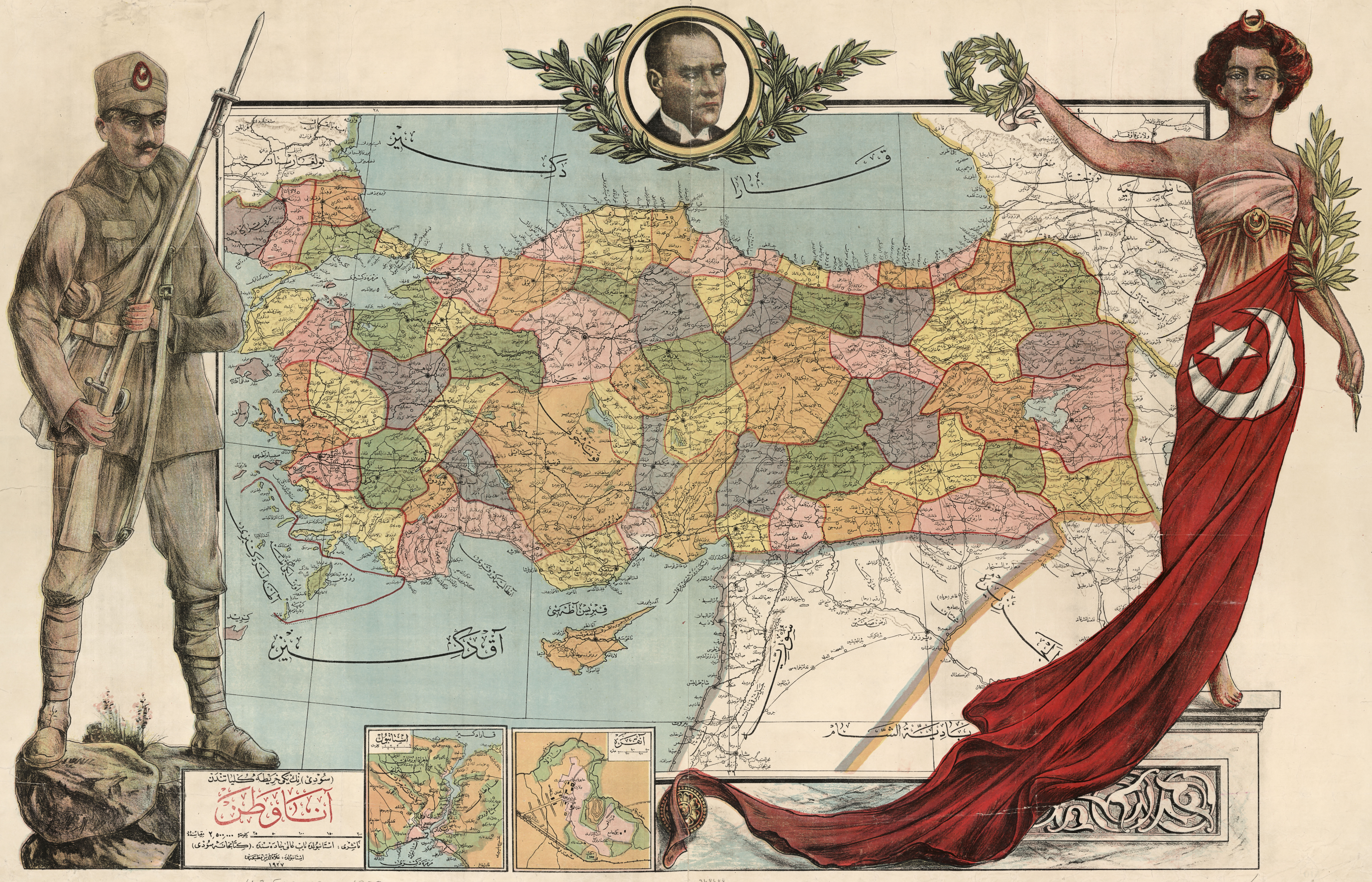
Una mappa della Turchia del 1927 pubblicata prima della riforma dell'alfabeto, dove viene utilizzato il nome İstanbul.

Originariamente il nome Istanbul non indicava l'intera città, ma si riferiva al nucleo cittadino, ossia la città murata. Istanbul era il nome comune della città nel linguaggio normale turco anche prima della conquista del 1453, ma nell'uso ufficiale da parte delle autorità ottomane altri nomi, come Kostantiniyye, erano preferiti in certi contesti. Pertanto, Kostantiniyye fu utilizzato nella monetazione fino alla fine del XVII e poi di nuovo nel XIX secolo. La cancelleria e i tribunali ottomani usarono Kostantiniyye come parte di formule complesse per esprimere il luogo di origine di documenti formali, come be-Makam-ı Darü's-Saltanat-ı Kostantiniyyetü'l-Mahrusâtü'l-Mahmiyye. Nella stampa turca del XIX secolo veniva utilizzato anche per la stampa dei libri, in contrasto con l'uso straniero di Costantinopoli. Allo stesso tempo, però, anche Istanbul faceva parte della lingua ufficiale, ad esempio nei titoli del più alto comandante militare ottomano (İstanbul ağası) e del più alto magistrato civile (İstanbul efendisi) della città; la versione turca ottomana della costituzione ottomana del 1876 affermava che "La capitale dello Stato ottomano è Istanbul". Istanbul e molte altre forme varianti con lo stesso nome erano ampiamente utilizzati anche nella letteratura e nella prosa ottomana.
T. R. Ybarra del New York Times scrisse nel 1929 che "'Istambul' (la nostra forma abituale per la parola è 'Stamboul') è sempre stato il nome turco dell'intera Costantinopoli". The Observer scrisse che "Per gli stessi turchi non è mai stata Costantinopoli ma Istanbul". Nel 1929 gli agenti del Lloyd's furono informati che i telegrammi da allora dovevano essere indirizzati a "Istanbul" o "Stamboul", ma The Times affermò che la posta poteva ancora essere consegnata a "Costantinopoli". Tuttavia il New York Times dichiarò quell'anno che la posta a "Costantinopoli" non poteva più essere consegnata. Nel 1929, il governo turco sostenne l'uso di Istanbul in inglese invece di Costantinopoli. Il Dipartimento di Stato americano iniziò a usare "Istanbul" nel maggio 1930.
Nomi diversi da استانبول (İstanbul) erano diventati obsoleti nella lingua turca dopo la fondazione della Repubblica di Turchia. Tuttavia, a quel punto Costantinopoli veniva ancora utilizzato per scrivere il nome della città in caratteri latini. Nel 1928 l'alfabeto turco venne cambiato dall'arabo a quello latino. A partire dal 1930, la Turchia richiese ufficialmente che altri paesi usassero nomi turchi per le città turche, invece di altre traslitterazioni in caratteri latini che venivano utilizzate in epoca ottomana.
In italiano, il nome è solitamente scritto "Istanbul". Nel turco moderno, il nome è scritto "İstanbul" (i/İ puntata e ı/I senza punto sono due lettere distinte dell'alfabeto turco).

### Stamboul
Stamboul o Stambul è una variante di Istanbul. Come la stessa Istanbul, forme senza la i iniziale sono attestate fin dall'inizio del Medioevo, prima in fonti arabe del X secolo e in quelle armene del XII. Alcune fonti antiche attestano anche una forma ancora più breve Bulin, basata sulla sola parola greca Poli(n) senza l'articolo precedente (quest'ultima forma sopravvive nell'armeno moderno). L'iniziale della parola i sorse nel nome turco come vocale epentetica per spezzare il gruppo di consonanti S, e proibito nella fonotattica turca.
Stamboul era usato nelle lingue occidentali per riferirsi alla città centrale, come Istanbul in turco, fino al momento in cui fu sostituito dal nuovo uso ufficiale della forma turca negli anni '30 per l'intera città. Nel XIX e all'inizio del XX secolo, le fonti dell'Europa occidentale e americane utilizzavano spesso Costantinopoli per riferirsi alla metropoli nel suo insieme, ma Stamboul per riferirsi alle parti centrali situate sulla penisola storica, ossia la Costantinopoli di epoca bizantina all'interno delle mura.

### Islambol

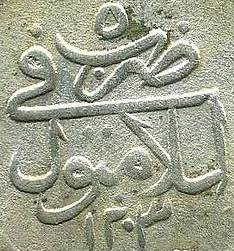
"Islambol" su una moneta ottomana appartenente a Selim III, coniata durante il suo quinto anno di regno (c. 1793/94).

Il nome Islambol (اسلامبول</link> lett. "pienezza dell'Islam") apparve dopo la conquista ottomana del 1453 per esprimere il nuovo ruolo della città come capitale dell'Impero ottomano islamico. Fu attestato per la prima volta poco dopo la conquista e la sua invenzione fu attribuita da alcuni scrittori contemporanei allo stesso sultano Mehmed II. Alcune fonti ottomane del XVII secolo, in particolare Evliya Çelebi, lo descrivono come il nome turco comune dell'epoca. Tra la fine del XVII e la fine del XVIII secolo fu utilizzato anche ufficialmente. Il primo uso della parola "Islambol" sulla monetazione fu nel 1730 durante il regno del sultano Mahmud I. Il termine Kostantiniyye, tuttavia, appariva ancora nel XX secolo.

### Altri nomi ottomani
Gli Ottomani e i contemporanei stranieri, soprattutto nella corrispondenza diplomatica, si riferivano al governo imperiale ottomano con particolari titoli onorifici. Tra questi ci sono i seguenti:
- Bāb-i ʿĀlī (باب عالی, "La Sublime Porta"); una metonimia che si riferisce alla porta del Palazzo di Topkapı[36]
- Der-i Devlet (در دولت "Dimora dello Stato")[36]
- Der-i Saʿādet (در سعادت "Dimora della Felicità" o "Dimora dell'Eudaimonia")[36]
- Āsitāne (آستانه "Soglia"), in riferimento alla corte imperiale,[36] una parola di origine persiana
- Pāy-taḫt o a volte Pāyitaḫt (پای تخت, "La Sede/Base del Trono")

La "Porta della Felicità" e la "Sublime Porta" erano letteralmente luoghi all'interno del Palazzo Topkapi dei sultani ottomani, e venivano usate metonimicamente per riferirsi alle autorità ivi situate, e quindi per l'amministrazione imperiale centrale ottomana. Anche gli storici moderni si riferiscono al governo con questi termini, similmente all'uso popolare di Palazzo Chigi in Italia.

## Nomi storici in altre lingue
Molti popoli vicini all'Impero bizantino usavano nomi che esprimevano concetti come "La Grande Città", "Città degli Imperatori", "Capitale dei Romani" o simili. Tra il X e il XII secolo Costantinopoli era una delle due città più grandi del mondo, l'altra era Baghdad.

### Antico norvegese
I Vichinghi medievali, che avevano contatti con l'Impero bizantino attraverso la loro espansione attraverso l'Europa orientale (Variaghi), usavano il nome antico norvegese Mikligarðr (da mikill "grande" e garðr "muro" o "roccaforte") come si vede nelle saghe islandesi.

### Slavo e romeno
Le lingue slave orientali e meridionali si riferivano alla città come Tsarigrad o Carigrad, “Città dello Zar (Imperatore)”, dalle parole slave tsar (“Cesare” o “Imperatore”) e grad (“città”). Cirillico: Царьград, Цариград. Si trattava presumibilmente di un'espressione greca come Βασιλέως Πόλις (Basileos Polis), “la città dell'imperatore”. Il termine è ancora occasionalmente usato in bulgaro, mentre è divenuto arcaico in russo e in macedone. In bosniaco, croato, montenegrino, serbo e sloveno, Carigrad è un nome alternativo vivente per la città moderna, oltre a essere usato in riferimento alla capitale storica dell'Impero romano medievale o dell'Impero ottomano. In ceco (una lingua slava occidentale) questo nome slavo è usato nella forma Cařihrad (usato nel XIX secolo, oggi solo occasionalmente). Dalle lingue slave è stato mutuato anche in romeno nella forma Țarigrad, anche se Costantinopoli è rimasto il termine di gran lunga più preferito.

### Persiano, urdu e arabo
Oltre a Kustantiniyyah, il persiano, l'arabo e altre lingue dell'altopiano iranico e del subcontinente indiano usavano nomi basati sul titolo Cesar ("Imperatore"), come in persiano e urdu Kayser-i Zemin, o sul nome etnico Rum ('Romani"), come in arabo Rūmiyyat al-kubra ("Grande città dei romani") o in persiano Takht-e Rum ("Trono dei romani").

### Giudeo-spagnolo
La città viene chiamata Kostandina o Kostantina (un'alterazione di Kostantiniyye) e più spesso come la sua forma abbreviata Kushta (קושטה) o Kostán nella maggior parte delle pubblicazioni giudeo-spagnole durante il periodo ottomano. Kosta era il nome dell'intera provincia di Istanbul, mentre la parola Estambol era usata per l'area della città vecchia e Pera. Oggi la parola Kosta è limitata solo per scopi storici e non è più di uso comune.
Il significato della parola Estambol si è ampliato per includere unicamente l'intera parte europea di Istanbul. La parte asiatica solitamente non è considerata come Estambol; tuttavia, l'espressione la civdad de Estambol comprenderebbe i confini della città odierna. Sono poche le espressioni che identificano la parte asiatica. Anatol, dell'Anatolia e Asya, che significa Asia, sono parole comuni per denotare la parte asiatica di Istanbul. Inoltre, el otro lado (letteralmente l'altra parte) è un'espressione piuttosto semplicistica e descrittiva per la parte asiatica di Istanbul, soprattutto per coloro che vivono nella parte europea. Coloro che vivono nella parte asiatica però non usano questa espressione per indicare la parte europea, ma la chiamano semplicemente Estambol. Gli abitanti si chiamano Estambulí o Estambullí.

## Lingue contemporanee
La maggior parte delle lingue occidentali contemporanee hanno adottato il nome Istanbul per la città moderna nel corso del XX secolo, seguendo l'uso corrente nella Repubblica turca. Tuttavia, molte lingue conservano anche altri nomi tradizionali. I greci continuano a chiamare la città Costantinopoli (Κωνσταντινούπολη Konstantinupoli in greco moderno) o semplicemente "La Città" (η Πόλη i Poli ). Tra le lingue che utilizzano forme basate su Stamboul si annoverano il russo, il polacco (sebbene anche la forma alternativa di Istambuł sia universalmente accettata e impiegata in molte traduzioni), il lettone, il lituano, il georgiano e l'albanese. La forma albanese è Stamboll; la forma spagnola è Estambul; la forma portoghese è Istambul, con la m invece della n; la forma ungherese è Isztambul, con il digramma sz pronunciato /s/ nella lingua ungherese. L'armeno usa Polis/Bolis (rispettivamente la pronuncia armena orientale e occidentale), abbreviato da Kostandnupolis/Gostantnubolis (in ultima analisi preso in prestito dal greco), sebbene Stambul (in armeno Ստամբուլ?) di Istanbul è utilizzato anche nel linguaggio quotidiano e ufficialmente utilizzato nella Repubblica di Armenia. L'islandese conserva l'antico nome norvegese Mikligarður, sebbene venga generalmente utilizzata la forma Istanbúl. In sloveno Carigrad è ancora largamente utilizzato e spesso preferito al nome ufficiale.